# Верхнепокровское сельское поселение
Верхнепокро́вское се́льское поселе́ние — муниципальное образование в Красногвардейском районе Белгородской области.
Административный центр — село Верхняя Покровка.

## История
Верхнепокровское сельское поселение образовано 20 декабря 2004 года в соответствии с Законом Белгородской области № 159.

## Население
| 2010  | 2011  | 2012  | 2013  | 2014  | 2015  | 2016  | 2017  | 2018  |
| ----- | ----- | ----- | ----- | ----- | ----- | ----- | ----- | ----- |
| 2787  | ↘2776 | ↘2705 | ↘2652 | ↘2581 | ↘2532 | ↘2495 | ↘2473 | ↘2413 |
| 2019  | 2020  | 2021  |       |       |       |       |       |       |
| ↘2339 | ↘2292 | ↘1955 |       |       |       |       |       |       |

## Состав сельского поселения
| № | Населённый пункт | Тип населённого пункта       | Население |
| - | ---------------- | ---------------------------- | --------- |
| 1 | Бабкино          | село                         | ↘190      |
| 2 | Верхняя Покровка | село, административный центр | ↗575      |
| 3 | Ездоцкий         | хутор                        | ↗109      |
| 4 | Нижняя Покровка  | село                         | ↘582      |
| 5 | Петров           | хутор                        | ↘203      |
| 6 | Прудки           | село                         | ↘275      |
| 7 | Сорокино         | село                         | ↘695      |
| 8 | Черменевка       | село                         | ↘158      |